# Български старини из Македония
„Български старини из Македония“ e капитален научен труд на Йордан Иванов. Книгата е резултат от многогодишни системни авторови изследвания върху политическото, църковното и културното минало на Македония, като част от историята на българския народ. Първото издание излиза от печат в София през 1908 година. Второто издание на книгата е от 1931 година. То е по-пълно и е обогатено с нови археологически, епиграфски, исторически и книжовни паметници.
Второто допълнено издание се състои от две части. Първата част съдържа надписи и бележки събрани предимно от църкви и манастири из македонските предели: Охридско, Преспа, Битолско и Прилепско, Скопско, Тиквеш и Мориово, Солунско и други. Втората част съдържа ценни книжовни и исторически паметници, като Солунската легенда, съчиненията на Климент Охридски, жития на Иван Рилски и други. Тук са поместени грамотите на византийския император Василий II Българоубиец за правата на Охридската архиепископия и редица грамоти на български царе.
През 1931 година в рецензия за списание „Училищен преглед“ професор Михаил Попруженко, пише за книгата:
| „ | Тази книга не принадлежи към числото на книгите, които могат да бъдат бегло прегледани или повърхностно прочетени. Нея трябва да изучаваме, защото всеки приведен там факт, всяко отбелязано археологическо или историческо свидетелство са определени и достоверни данни за възстановяване или за даване на пълна картина на определени моменти от миналия живот на българите в Македония, те трябва да се признаят за ръководещи при по-нататъшните изследвания и изучавания за изясняване на този живот. | “ |

Богатият изворов материал и научната добросъвестност на автора определят изключителната стойност на „Български старини из Македония“ за историческата наука. През 1970 година книгата е преиздадена фототипно.